# Sarah Kane
Sarah Kane (Essex, 3 de febrero de 1971-Londres, 20 de febrero de 1999) fue una dramaturga británica conocida por sus obras que tratan temas del amor redentor, el deseo sexual, el dolor, la tortura tanto física como psicológica, y la muerte. Se caracterizan por una intensidad poética, un lenguaje depurado, la exploración de la forma teatral y, en su obra anterior, el uso de la acción escénica extrema y violenta.
La propia Kane, así como los estudiosos de su trabajo, como Graham Saunders, identifican algunas de sus inspiraciones como el teatro expresionista y la tragedia jacobea. El crítico Aleks Sierz ha visto su trabajo como parte de lo que ha denominado teatro In-Yer-Face, una forma de teatro que rompió con las convenciones del teatro naturalista. El trabajo publicado de Kane consta de cinco obras de teatro, un cortometraje (Skin) y dos artículos de periódico para The Guardian.

## Biografía
Nacida en Brentwood, Essex, y criada por padres evangélicos, Kane fue una cristiana comprometida en la adolescencia. Más tarde, sin embargo, rechazó esas creencias. Después de asistir a la Shenfield High School, estudió arte dramático en la Universidad de Brístol, se graduó en 1992 y luego realizó un curso de maestría en escritura teatral en la Universidad de Birmingham, dirigido por el dramaturgo David Edgar.
Su afición por el teatro y las letras ya se inicia en su adolescencia, donde forma parte de un grupo de teatro aficionado como directora, poniendo en pie obras de autores como Antón Chéjov o William Shakespeare. Mientras estudiaba en Brístol planeaba convertirse en actriz o directora, pero finalmente se decanta por la escritura. Sus influencias literarias son muy variadas, pero tiene predilección por Edward Bond, Samuel Beckett, Howard Brenton y Georg Büchner.
En 1994 escribe su primer texto, Sick, una trilogía de monólogos cuyos temas centrales son la violación, la bulimia y la sexualidad. Estos tres argumentos, junto al dolor, la crueldad, la tortura y el amor, serán sus ejes creadores.[cita requerida]
Kane luchó contra una depresión severa durante muchos años e ingresó dos veces voluntariamente en el Hospital Maudsley de Londres. Sin embargo, escribió de manera constante durante toda su vida adulta. Durante un año fue escritora residente para Paines Plough, una compañía de teatro que promovía nuevos escritos, donde alentó activamente a otros escritores. Antes de eso, había trabajado brevemente como asociada literaria para el Bush Theatre de Londres. Murió en 1999, dos días después de tomar una sobredosis de medicamentos recetados; se ahorcó con los cordones de los zapatos en un baño del King's College Hospital de Londres. Dos semanas antes había cumplido 28 años.

## Recepción y legado
Aunque el trabajo de Kane nunca llegó a grandes audiencias en el Reino Unido y al principio fue rechazado por muchos críticos de periódicos, sus obras se han representado ampliamente en Europa, Australia y Sudamérica. En 2005, el director de teatro Dominic Dromgoole escribió que era "sin duda la escritora novel más interpretada del circuito internacional". El también dramaturgo Mark Ravenhill dijo que sus obras "casi con certeza han alcanzado un estatus canónico". En Alemania, en un momento, hubo 17 producciones simultáneas de su trabajo. En noviembre de 2010, el crítico de teatro Ben Brantley de The New York Times describió la "demoledora producción" del SoHo Rep de Blasted (que se había estrenado dos años antes) como "uno de los estrenos neoyorquinos más importantes de la década". El dramaturgo Robert Askins, que recibió una nominación al premio Tony en 2015 a la mejor obra de teatro por Mano a Dios, citó a Kane como una gran inspiración.
Sarah Kane es una de las dramaturgas más representadas en Europa, siendo su obra traducida al alemán, francés, italiano, español, catalán, polaco, griego, danés, portugués, neerlandés, rumano y ruso.[cita requerida]

## Obras

### Blasted
La primera apuesta de Kane fue Blasted. Kane escribió las dos primeras escenas mientras era estudiante en Birmingham, donde se les ofreció una actuación pública. El agente Mel Kenyon estaba en la audiencia y posteriormente representó a Kane, sugiriendo que debería mostrar su trabajo en el Royal Court Theatre de Londres. La obra completa, dirigida por James Macdonald, se estrenó en 1995. La acción se desarrolla en una habitación de un hotel de lujo en Leeds donde Ian, un periodista de mediana edad racista y malhablado, intenta seducir por primera vez y luego viola a Cate, una joven ingenua e inocente. Desde su apertura en un mundo naturalista, aunque inquietante, la obra adquiere diferentes dimensiones de pesadilla cuando un soldado, armado con un rifle de francotirador, aparece en la habitación. La narrativa finalmente se rompe en una serie de escenas cortas cada vez más inquietantes. Sus escenas de violación anal, canibalismo y otras formas de brutalidad, crearon uno de los mayores escándalos teatrales en Londres desde Saved, de Edward Bond, en 1965. Kane admiraba el trabajo de Bond, y este a su vez defendía públicamente la obra y el talento de Kane. Otros dramaturgos que a Kane particularmente le gustaban y que podrían ser vistos como influencias incluyen a Samuel Beckett, Howard Barker y Georg Büchner, cuya obra Woyzeck dirigió más tarde.
Blasted fue ferozmente atacada por la prensa británica. Fue, sin embargo, elogiada por sus compañeros dramaturgos Martin Crimp, y Harold Pinter (de quien se hizo amigo), Caryl Churchill, quien la consideró "una obra bastante tierna". Más tarde se vio que estaba haciendo paralelismos entre la violencia doméstica y la guerra en Bosnia, y entre la violencia emocional y física. Kane dijo: "La conclusión lógica de la actitud que produce una violación aislada en Inglaterra son los campos de violación en Bosnia y la conclusión lógica de la manera en que la sociedad espera que los hombres se comporten es la guerra". Blasted fue producida de nuevo en 2001 en el Royal Court. El subdirector de esta producción, Joseph Hill-Gibbins, sugirió que "el argumento se hace a través de la forma, a través de los cambios de estilo en Blasted. Así es como ella construye el argumento, tomando este escenario en una ciudad industrial del norte de Inglaterra y transportando de repente la acción a una zona de guerra". El realismo crítico que establece la primera escena está "literalmente destrozado" en la segunda escena. El crítico Ken Urban dijo que “para Kane, el infierno no es metafísico: es hiperreal, la realidad magnificada”.

### Skin
Skin fue un guion de once minutos escrito para Channel 4, una estación de televisión británica, que describe una relación violenta entre una mujer negra y un skinhead racista. Se proyectó por primera vez en el Festival de Cine de Londres en octubre de 1995 y fue televisada por Channel 4 en 1997. La película está dirigida por Vincent O'Connell y está protagonizada por Ewen Bremner, Marcia Rose, Yemi Ajibade y James Bannon.

### El amor de Fedra (Phaedra's Love)
El Gate Theatre de Londres encargó a Kane que escribiera una obra inspirada en un texto clásico. El amor de Fedra se basó libremente en la obra de teatro Fedra, del dramaturgo clásico Séneca, pero con un entorno contemporáneo. En esta reelaboración del mito del amor condenado de Fedra por su hijastro Hipólito, es Hipólito, en lugar de Fedra, quien toma el papel central. Es la crueldad emocional de Hipólito la que empuja a Fedra al suicidio. Kane invirtió la tradición clásica mostrando, en lugar de describir, acciones violentas en el escenario. La obra contiene algunos de los diálogos más ingeniosos y cínicos de Kane. Kane lo describió como "mi comedia". Dirigida por Kane, se presentó por primera vez en el Gate Theatre en 1996.

### Cleansed
Cleansed se estrenó en el teatro de la planta baja del Royal Court en abril de 1998 y fue dirigida por James Macdonald. Esta fue en ese momento la producción más cara en la historia del Royal Court. Kane había escrito la obra después de leer la afirmación de Roland Barthes de que "estar enamorado es como estar en Auschwitz". Cleansed se desarrolla en lo que Kane describió en sus direcciones escénicas como una universidad, pero que funciona más como una cámara de tortura o un campo de concentración, supervisado por el sádico Tinker. Coloca a una joven y su hermano, un niño perturbado, una pareja gay y un bailarín de peepshow dentro de este mundo de extrema crueldad en el que las declaraciones de amor se ponen a prueba con saña. Empuja los límites de lo que se puede realizar en el teatro: las direcciones del escenario incluyen "un girasol atraviesa el suelo y crece por encima de sus cabezas" y "las ratas se llevan los pies de Carl". La obra se presentó en el National Theatre de Londres en 2016, siendo la primera vez que se representaba una obra de Kane allí.

### 4.48 Psicosis
Su última obra, 4.48 Psicosis, se completó poco antes de su muerte y se representó en 2000, en el Royal Court, dirigida por James Macdonald. Esta, la obra teatral más corta y fragmentada de Kane, prescinde de la trama y el personaje, y no se da ninguna indicación de cuántos actores estaban destinados a expresar la obra. Escrita en un momento en que Kane sufría de una depresión severa, su compañero dramaturgo y amigo David Greig la ha descrito como tema de la "mente psicótica". Según Greig, el título se deriva de la hora —4:48 a. m.— cuando Kane, en su estado depresivo, se despertaba con frecuencia por la mañana.